# Bruno Lochet
Pour les articles homonymes, voir Lochet.
Bruno Lochet, né le 18 octobre 1959 au Mans, est un acteur français de théâtre et de cinéma, connu notamment pour son travail au sein de la troupe des Deschiens.

## Biographie

### Famille et formation
Bruno Lochet suit une formation complète de théâtre et d'art dramatique : cours d'art dramatiques avec Michel Granvale et Jean Périmony, ateliers d'improvisation de Jean-Claude Bouillon et François Duval. Son parcours lui permet de rencontrer les autres membres de ce qui deviendra par la suite Les Deschiens au sein de la troupe de Jérôme Deschamps.

### Carrière
Il rejoint la troupe des Deschiens et participe à l'ensemble des pièces telles que Les Pieds dans l'eau, Les Précieuses Ridicules, savante réécriture de Molière par la troupe, ou encore C'est magnifique. puis aux émissions de Canal+.
Rendu célèbre par leurs passages à la télévision durant les années 1990, Bruno Lochet joue de petits rôles dans un premier temps (Les Trois frères des Inconnus, dans Beaumarchais, l'insolent). Il interprète par la suite des rôles plus importants tels que Le Poulpe, Doggy Bag, J'ai horreur de l'amour et surtout celui de Franck dans La Faute à Voltaire d'Abdellatif Kechiche qui confirment son accession au statut d'acteur polyvalent.
En 2006, il tourne dans Enfermés dehors d’Albert Dupontel et à nouveau avec Abdellatif Kechiche dans La Graine et le Mulet. Puis en 2007, il est aux côtés de Lambert Wilson pour le film Dante 01. En 2008, il est dirigé par Francis Huster pour le film Un homme et son chien, aux côtés de Jean-Paul Belmondo.

### Vie privée
Bruno Lochet est le père de deux enfants.

## Filmographie

### Cinéma
- 1994 : Les Trois Frères de Didier Bourdon et Bernard Campan : le patron du PMU
- 1995 : L'Échappée belle d'Étienne Dhaene : l'inspecteur Cambois
- 1995 : Beaumarchais, l'insolent d'Édouard Molinaro : le geôlier français
- 1996 : Ligne de vie (Liniya zhizni) de Pavel Lounguine
- 1996 : J'ai horreur de l'amour de Laurence Ferreira Barbosa : Costa
- 1997 : La voie est libre de Stéphane Clavier : le mari de Diane
- 1998 : Restons groupés de Jean-Paul Salomé : Gwenaël
- 1998 : Le Poulpe de Guillaume Nicloux : le gendarme
- 1998 : Doggy Bag de Frédéric Comtet : Jojo
- 1999 : Une pour toutes de Claude Lelouch : le plombier
- 2000 : La Faute à Voltaire d'Abdellatif Kechiche : Franck
- 2003 : Ne quittez pas ! d'Arthur Joffé : le codétenu
- 2003 : La Fin du règne animal de Joël Brisse : Noël
- 2004 : Le Clan de Gaël Morel : le père
- 2004 : Camping à la ferme de Jean-Pierre Sinapi : Bébert
- 2004 : Quartier V.I.P. de Laurent Firode : Michaud
- 2005 : Enfermés dehors d'Albert Dupontel : M'Burunde
- 2006 : Mon colonel de Laurent Herbiet : l'adjudant Schmeck
- 2006 : La Graine et le Mulet d'Abdellatif Kechiche : Mario
- 2007 : Nos retrouvailles de David Oelhoffen : l'habitué de la brasserie
- 2008 : Dante 01 de Marc Caro : Bouddha
- 2009 : Un homme et son chien de Francis Huster : Jean-Pierre
- 2009 : Eden à l'ouest de Costa-Gavras : Yann
- 2009 : Mademoiselle Chambon de Stéphane Brizé : le collègue de Jean
- 2009 : Suite parlée de Joël Brisse et Marie Vermillard : "Les pastilles"
- 2010 : Mumu de Joël Séria : Saucisse
- 2010 : Mammuth de Benoît Delépine et Gustave Kervern : le client du restaurant
- 2010 : Imogène McCarthery d'Alexandre Charlot et Franck Magnier : Ted Boolitt
- 2010 : Les Petits Ruisseaux de Pascal Rabaté : Gérard
- 2010 : Henry de Kafka et Pascal Rémy : Maurice
- 2010 : Je vous aime très beaucoup de Philippe Locquet : Bastion
- 2010 : Potiche de François Ozon : André Ferron
- 2011 : Rien à déclarer de Dany Boon : Tiburce
- 2012 : Nos plus belles vacances de Philippe Lellouche : Lucien Dufour
- 2012 : Stars 80 de Thomas Langmann et Frédéric Forestier : Willy
- 2013 : Des morceaux de moi de Nolwenn Lemesle : Bob
- 2013 : La Grande Boucle de Laurent Tuel : Pierre Bojean
- 2013 : Les Invincibles de Frédéric Berthe : Zézé
- 2014 : Tante Hilda ! de Jacques-Rémy Girerd : la voix de Turner
- 2014 : Supercondriaque de Dany Boon : le flic de l'immigration
- 2014 : Les Vacances du petit Nicolas de Laurent Tirard : M. Leguano
- 2015 : Graziella de Mehdi Charef
- 2016 : Five de Igor Gotesman : Gérard
- 2017 : Stars 80, la suite de Thomas Langmann : Willy
- 2018 : Comme des garçons de Julien Hallard : Alain Lambert
- 2018 : Les Municipaux de Francis Ginibre et Éric Carrière : Michel
- 2018 : Nos vies formidables de Fabienne Godet : Pierre
- 2019 : Les Municipaux, trop c'est trop de Francis Ginibre et Éric Carrière : Michel
- 2020 : Été 85 de François Ozon : Bernard
- 2020 : Mandibules de Quentin Dupieux : Gilles
- 2020 : Le Dernier Voyage de Romain Quirot : César
- 2022 : L'Astronaute de Nicolas Giraud : André Lavelle
- 2023 : Apaches de Romain Quirot : Marius
- 2023 : Cash de Jérémie Rozan : Tonton
- 2026 : Changer l'eau des fleurs de Jean-Pierre Jeunet

### Télévision
- 1995 : Lulu roi de France de Bernard Uzan : Pierre
- 1996 : Chienne de vie de Bernard Uzan
- 1996 : Flairs ennemis de Robin Davis : Mésange
- 2001 : Le Divin Enfant de Stéphane Clavier : Raymond
- 2001 : Caméra café (épisode Chasseur de tête) : Didier Farjex
- 2002 : Les Rencontres de Joelle de Patrick Poubel : François
- 2002 : Femmes de loi (épisode L'école du vice) : Gauthier
- 2002 : Le Voyage organisé d'Alain Nahum : Simplet
- 2003 : La Tranchée des espoirs de Jean-Louis Lorenzi : Ludwig Boehm
- 2003 : Une preuve d'amour de Bernard Stora : Bibi
- 2003 : Louis Page (épisode L'orphelin) : Virgile
- 2003 : La Crim' (épisode Jeu d'enfant) : Cassini
- 2003 : Les Beaux Jours de Jean-Pierre Sinapi : Albert
- 2004 : La vie est si courte d'Hervé Baslé
- 2004 : Nos vies rêvées de Fabrice Cazeneuve : Michel Marant
- 2004 : Le Grand Patron (épisode L'ombre de la rue) : Hervé Simmonet
- 2005 : Les Inséparables (épisode Tout nouveau, tout beau) : Jacky
- 2005 : La Pomme de Newton de Laurent Firode : André
- 2006 : Le Cri d'Hervé Baslé : Angelmon
- 2007 : L'Affaire Ben Barka de Jean-Pierre Sinapi : Souchon
- 2007 : Épuration de Jean-Louis Lorenzi : Euzèbe
- 2007 : La Maison Tellier d'Élisabeth Rappeneau : Jean
- 2007 : Chez Maupassant : La Parure de Claude Chabrol : Bijoutier
- 2008 : Beauregard de Jean-Louis Lorenzi
- 2009 : Diane, femme flic (épisode Adrénaline) : Roger Coudray
- 2010 : En chantier, monsieur Tanner de Stefan Liberski : Durango
- 2010 : Vidocq d'Alain Choquart : Larousse
- 2010 : La Maison des Rocheville de Jacques Otmezguine : René Fargues
- 2011 : En famille de Denis Malleval
- 2011 : Bas les cœurs de Robin Davis : Merlin
- 2011 : Je, François Villon, voleur, assassin, poète... de Serge Meynard : Tressecaille
- 2011 : La Très excellente et divertissante histoire de François Rabelais d'Hervé Baslé : Frère Coupe-Choux
- 2011 : Isabelle disparue de Bernard Stora : Adjudant Mouton
- 2011 : Brassens, la mauvaise réputation de Gérard Marx : Marcel Planche
- 2011 : Rani de Arnaud Sélignac : Notaire François
- 2013 : Doc Martin (saison 3) : Flavien
- 2014 : La Clinique du Docteur Blanche de Sarah Lévy : Gérard de Nerval
- 2014 : Danbé, la tête haute de Bourlem Guerdjou : Jeannot
- 2016 : Cherif (épisode Les jeux sont faits) : Bertrand Monnier
- 2016 : L'Île aux femmes d'Éric Duret : Job Kervanec
- 2016 : Chefs d'Arnaud Malherbe et Clovis Cornillac : Gérard
- 2017 : À la dérive de Philippe Venault : Cabestany
- 2017 : Holly Weed (série OCS) de Laurent de Vismes : Franz
- 2018 : Mike (série OCS) de Frédéric Hazan : Serge
- 2018 : Peplum : La Folle histoire du mariage de Cléopâtre de Maurice Barthélemy : Crieur public
- 2018 : Sous la peau de Didier Le Pêcheur : Yvan
- 2019 : Nina (épisode Miroir Mon Beau Miroir) : Marin
- 2019 : Capitaine Marleau (épisode Veuves mais pas trop) de Josée Dayan : Adjudant Michel Pichon
- 2019-2022 : Le crime lui va si bien (5 épisodes) de Stéphane Kappes : Anton Vargas
- 2021 : Scènes de ménages (prime La Vie de château) : Jean-François
- 2023 : Le Voyageur (épisode Au bout de la nuit) : Daniel
- 2023 : Killer Coaster de Nikola Lange : Patoche (série Prime Vidéo)
- 2023 : L'Art du crime (épisode Versailles, es-tu là ?) : Didier Kaddour
- 2024 : Le Remplaçant (saison 2) : Christophe

## Théâtre
- 1992 : Les Pieds dans l'eau, Théâtre de Nîmes, Grande halle de la Villette, mise en scène Jérôme Deschamps et Macha Makeieff

- 1993 : Les Brigands de Jacques Offenbach, Opéra Bastille, mise en scène Jérôme Deschamps et Macha Makeieff
- 1994 : C'est Magnifique, Théâtre de Nîmes, Théâtre du Chatelet, mise en scène Jérôme Deschamps et Macha Makeieff
- 1996 : Le Défilé, mise en scène Jérôme Deschamps et Macha Makeieff
- 1997 : Les Précieuses ridicules de Molière, mise en scène Jérôme Deschamps et Macha Makeieff, théâtre national de Bretagne, Odéon-Théâtre de l'Europe
- 2003-2007 : Le Jugement dernier d’Ödön von Horváth, mise en scène André Engel, Odéon-Théâtre de l'Europe Ateliers Berthier (et tournée)

## Distinctions
- 1997 : Meilleur « Second rôle masculin » (Prix du public) au Festival Jean-Carmet de Moulins pour son interprétation dans J'ai horreur de l'amour de Laurence Ferreira Barbosa